# Большой Терисколь
Большой Терисколь (каз. Үлкен Теріскөл) — озеро в Узункольском районе Костанайской области Казахстана. Находится в западе села Федоровка.
По данным топографической съёмки 1944 года, площадь поверхности озера составляет 5,7 км². Наибольшая длина озера — 3,1 км, наибольшая ширина — 2,5 км. Длина береговой линии составляет 9 км, развитие береговой линии — 1,05. Озеро расположено на высоте 160,3 м над уровнем моря.
По данным обследования экспедицией ГГИ от 15 сентября 1955 года, площадь поверхности озера составляет 5,8 км². Максимальная глубина — 2 м, объём водной массы — 8,7 млн м³, общая площадь водосбора — 331 км².